# Olle Ekblom
Olle Ekblom (Olof Ekblom) född 2 januari 1892 i Munktorp, Västmanland, död 26 februari 1978 i Bromma, var en svensk ämbetsman.
Han var son till kyrkoherden Johan Erik Ekblom och Mimmi Boëthius, och sedan 1922 gift med Greta Engström.
Han blev fil.mag. i Uppsala 1916, amanuens vid socialstyrelsen 1918, sekreterare vid förlikningsmannaexpeditionen för förlikning mellan arbetsmarknadens parter 1921, och dess förste chef. Landshövding i Jönköpings län var han mellan 1938 och 1957.
Under finska inbördeskriget var han menig i Svenska brigaden.